# MTV Unplugged (album Roxette)
MTV Unplugged – zapis koncertu o tym samym tytule nagrany 9 stycznia 1993 w Sztokholmie przez szwedzki duet Roxette, który był pierwszym zespołem nieanglojęzycznym który zdecydował się nagrać koncert w tej serii. W tym samym roku we Włoszech wydana została kaseta magnetofonowa zatytułowana Acoustic 1993 z utworami zaprezentowanymi podczas koncertu, z pominięciem tych których nie zaprezentowano w MTV. Na wydanej w 1995 roku płycie Rarities duet zamieścił trzy utwory z tego koncertu The Look, Dangerous i Joyride. Koncert został wydany oficjalnie dopiero 18 października 2006 jako część boxu The Rox Box / Roxette 86-06.

## Lista utworów zaprezentowanych podczas koncertu
1. "Intro" – 0:18
2. "The Look" – 4:59
3. "Queen of Rain" – 5:45
4. "Hotblooded" – 3:51
5. "Interview" – 0:32
6. "I Never Loved a Man (The Way I Love You)" – 4:41
7. "It Must Have Been Love" – 5:08
8. "Fingertips – 3:30
9. "Interview"
10. "Heart of Gold" – 4:00
11. "Church of Your Heart" – 3:00
12. "Listen to Your Heart" – 3:49
13. "Interview" – 0:25
14. "Here Comes the Weekend" – 4:05
15. "Joyride" – 5:53
16. "So You Wanna Be a Rock 'N' Roll Star" – 2:47

### Utwory nagrane podczas koncertu ale nie zaprezentowane w MTV
1. "Dangerous" – 4:46
2. "Spending My Time" – 4:48
3. "The Heart Shaped Sea" – 4:25
4. "Cry" – 2:33
5. "Watercolours in the Rain" – 4:08
6. "Surrender" – 3:25
7. "Fading Like a Flower (Everytime You Leave)" – 3:44
8. "Perfect Day" – 4:21